# 利亞明河
利亞明河（俄语：Лямин）是俄羅斯的河流，屬於鄂畢河的右支流，由漢特-曼西自治區負責管轄，河道全長420公里，流域面積14,000平方公里，流經西西伯利亞平原，河水主要來自雨水和融雪，每年十月至翌年五月結冰。